# Oregon (Village, Wisconsin)
Oregon ist eine Gemeinde (mit dem Status „Village“) im Dane County im US-amerikanischen Bundesstaat Wisconsin. Das U.S. Census Bureau ermittelte bei der Volkszählung 2020 eine Einwohnerzahl von 11.179.
Oregon ist Bestandteil der Metropolregion Madison.

## Geografie
Oregon liegt im mittleren Süden Wisconsins, im südlichen Vorortbereich von dessen Hauptstadt Madison. Der am Mississippi gelegene Schnittpunkt der drei Bundesstaaten Wisconsin, Iowa und Illinois liegt 142 km westsüdwestlich.
Die geografischen Koordinaten von Oregon sind 42°55′34″ nördlicher Breite und 89°23′04″ westlicher Länge. Das Stadtgebiet erstreckt sich über eine Fläche von 11,45 km². 
Das Zentrum von Madison liegt 17,5 km nördlich. Weitere Nachbarorte sind Fitchburg (an der nördlichen Stadtgrenze), McFarland (16,9 km nordöstlich), Stoughton (14,1 km östlich), Dunkirk (18,7 km ostsüdöstlich), Brooklyn (8,9 km südlich), Belleville (18,9 km westsüdwestlich) und Verona (17,3 km westsüdwestlich).
Die nächstgelegenen Großstädte sind Green Bay (240 km nordöstlich), Milwaukee (140 km östlich), Chicago (229 km südöstlich) und Rockford (88,8 km südsüdöstlich).

## Verkehr
Der vierspurig ausgebaute U.S. Highway 14 verläuft in Nord-Süd-Richtung entlang des östlichen Ortsrands von Oregon. Alle weiteren Straßen sind untergeordnete Landstraßen, teils unbefestigte Fahrwege sowie innerörtliche Verbindungsstraßen.
Der nächste Flughafen ist der Dane County Regional Airport in Madison (27,7 km nördlich).

## Bevölkerung
Nach der Volkszählung im Jahr 2010 lebten in Oregon 9231 Menschen in 3589 Haushalten. Die Bevölkerungsdichte betrug 806,2 Einwohner pro Quadratkilometer. In den 3589 Haushalten lebten statistisch je 2,55 Personen. 
Ethnisch betrachtet setzte sich die Bevölkerung zusammen aus 95,4 Prozent Weißen, 1,2 Prozent Afroamerikanern, 0,2 Prozent amerikanischen Ureinwohnern, 0,8 Prozent Asiaten, 0,2 Prozent Polynesiern sowie 0,8 Prozent aus anderen ethnischen Gruppen; 1,5 Prozent stammten von zwei oder mehr Ethnien ab. Unabhängig von der ethnischen Zugehörigkeit waren 2,2 Prozent der Bevölkerung spanischer oder lateinamerikanischer Abstammung. 
28,6 Prozent der Bevölkerung waren unter 18 Jahre alt, 61,8 Prozent waren zwischen 18 und 64 und 9,6 Prozent waren 65 Jahre oder älter. 52,2 Prozent der Bevölkerung war weiblich.
Das mittlere jährliche Einkommen eines Haushalts lag bei 78.475 USD. Das Pro-Kopf-Einkommen betrug 35.809 USD. 3,7 Prozent der Einwohner lebten unterhalb der Armutsgrenze.